# Augustine Ahinful
Augustine Ahinful (ur. 30 listopada 1974 w Akrze) – piłkarz ghański grający na pozycji napastnika. W latach 1994–2003 grał w reprezentacji Ghany.

## Kariera klubowa
Karierę piłkarską Ahinful rozpoczął w klubie Ashanti Gold z miasta Obuasi. W jego barwach zadebiutował w 1992 roku w ghańskiej Premier League. W sezonie 1992/1993 został w barwach Ashanti Gold królem strzelców ghańskiej ligi.
Latem 1993 Ahinful wyjechał do Niemiec i został piłkarzem Borussii Dortmund. Nie przebił się jednak do składu pierwszej drużyny Borussii i grał jedynie w jej rezerwach. Na początku 1994 roku został piłkarzem szwajcarskiego Grasshopper Club. Latem tamtego roku został na 2 lata wypożyczony do drugoligowego SC Kriens. W 1996 roku wrócił do Grasshoppers, z którym w 1998 roku wywalczył mistrzostwo Szwajcarii.
W 1998 roku Ahinful podpisał kontrakt z portugalskim zespołem União Leiria. Przez pół roku strzelił w niej 6 goli i zimą 1999 przeszedł na zasadzie wypożyczenia do włoskiej Venezii, w której wystąpił trzykrotnie na boiskach Serie A. Latem 1999 wrócił do Portugalii i przez sezon grał w Boaviście.
W 2000 roku Ahinful odszedł z Boavisty do tureckiego MKE Ankaragücü. W nim zadebiutował 4 lutego 2001 w przegranym 0:4 wyjazdowym meczu z Kocaelisporem. W Ankaragücü grał przez 3 lata i w tym okresie strzelił 42 gole w lidze tureckiej.
W 2003 roku Ahinful przeszedł do Trabzonsporu, w którym swój debiut zanotował 9 sierpnia 2003 w spotkaniu z Konyasporem (3:3). W 2004 roku wywalczył z Trabzonsporem wicemistrzostwo i Puchar Turcji. W sezonie 2004/2005 także został wicemistrzem kraju, ale jeszcze w trakcie sezonu wrócił do Ankaragücü. Grał tam do 2008 roku, w którym zakończył karierę piłkarską.
| Sezon   | Klub                 | Kraj       | Rozgrywki      | Mecze | Bramki |
| ------- | -------------------- | ---------- | -------------- | ----- | ------ |
| 1992/93 | Ashanti Gold         | Ghana      | Premier League | ?     | ?      |
| 1993/94 | Borussia Dortmund II | Niemcy     | Regionalliga   | ?     | ?      |
| 1993/94 | Grasshopper Club     | Szwajcaria | Nationalliga A | 4     | 0      |
| 1994/95 | SC Kriens            | Szwajcaria | Nationalliga B | 31    | 11     |
| 1995/96 | SC Kriens            | Szwajcaria | Nationalliga B | 31    | 13     |
| 1996/97 | Grasshopper Club     | Szwajcaria | Nationalliga A | 10    | 0      |
| 1997/98 | Grasshopper Club     | Szwajcaria | Nationalliga A | 27    | 2      |
| 1998/99 | União Leiria         | Portugalia | Primeira Liga  | 15    | 6      |
| 1998/99 | SSC Venezia          | Włochy     | Serie A        | 3     | 0      |
| 1999/00 | Boavista FC          | Portugalia | Primeira Liga  | 10    | 1      |
| 2000/01 | MKE Ankaragücü       | Turcja     | Süper Lig      | 15    | 7      |
| 2001/02 | MKE Ankaragücü       | Turcja     | Süper Lig      | 32    | 19     |
| 2002/03 | MKE Ankaragücü       | Turcja     | Süper Lig      | 33    | 16     |
| 2003/04 | Trabzonspor          | Turcja     | Süper Lig      | 22    | 1      |
| 2004/05 | Trabzonspor          | Turcja     | Süper Lig      | 5     | 0      |
| 2005/06 | MKE Ankaragücü       | Turcja     | Süper Lig      | 14    | 2      |
| 2006/07 | MKE Ankaragücü       | Turcja     | Süper Lig      | 0     | 0      |
| 2007/08 | MKE Ankaragücü       | Turcja     | Süper Lig      | 9     | 0      |

## Kariera reprezentacyjna
W reprezentacji Ghany Ahinful zadebiutował w 1994 roku. W 1996 roku zagrał na Igrzyskach Olimpijskich w Atlancie. W 2000 roku był powołany do kadry na Puchar Narodów Afryki 2000. Na tym turnieju rozegrał 2 mecze: z Kamerunem (1:1) i z Wybrzeżem Kości Słoniowej (0:2). W kadrze narodowej grał do 2003 roku.
Ahinful grał również w reprezentacjach młodzieżowych Ghany. W 1993 roku wraz z kadrą U-20 wywalczył wicemistrzostwo świata na Mistrzostwach Świata 1993.